# Estación de Gata (TRAM Alicante)
Gata es una estación del TRAM Metropolitano de Alicante donde presta servicio la línea 9. Está situada en pleno casco urbano de Gata de Gorgos.

## Localización y características
Se encuentra ubicada junto a la calle Estación y el paseo Alicante, desde donde se accede. Dispone de dos andenes, tres vías, el edificio de la estación y otro edificio de instalaciones. En la estación se detienen los nuevos trenes duales de la línea 9.

## Líneas y conexiones
| << Cabecera | < Estación | Línea | Estación > | Cabecera >> |
| ----------- | ---------- | ----- | ---------- | ----------- |
| Benidorm    | Teulada    |       | La Xara    | Denia       |

Enlace con las líneas de bus interurbano a Ondara, Jávea, Calpe, Moraira y Denia.